# Hernán Carvallo
Luis Hernán Carvallo Castro (1922. augusztus 19. – 2011. március 24.) chilei labdarúgó-fedezet